# Estanyol
Estanyol – miejscowość w Hiszpanii, w Katalonii, w prowincji Girona, w comarce Gironès, w gminie Bescanó.
Według danych INE z 2004 roku miejscowość zamieszkiwało 171 osób.